# Hoya brooksii
Hoya brooksii ist eine Pflanzenart der Gattung der Wachsblumen (Hoya) aus der Unterfamilie der Seidenpflanzengewächse (Asclepiadoideae).

## Merkmale
Hoya brooksii besitzt sehr zierliche Triebe. Die Blätter sind gestielt, die Blattstiele sind dick und 5 mm lang. Die fleischigen Blattspreiten sind elliptisch, 5 cm lang und 2 cm breit. Der Apex ist spitz, die Basis ist keilförmig. Die Blattnervatur ist nicht zu sehen, auch die Mittelrippe tritt kaum hervor. Die kräftigen Blütenstandsstiele sind 3 cm lang. Die fadenförmigen Blütenstiele sind 5 mm lang. Die braune Blütenkrone hat einen Durchmesser von 5 mm. Die Kelchblätter sind länglich-lanzettlich und enden stumpf. Die Kronblattzipfel sind dreieckig und enden in einer kleinen Spitze. Die Nebenkronenzipfel sind ausgebreitet, unterseits rinnig. Die Pollinien sind länglich. Die Pflanze blühte im Juni 1922.

## Ähnliche Art
Nach Ridley soll Hoya brooksii Ridl. mit Hoya polystachya Blume verwandt sein. Diese Art ist aber ein jüngeres Synonym von Hoya latifolia G.Don. Hoya brooksii hat aber viele kleinere Blätter und viel kleinere Blüten als Hoya latifolia.

## Geographische Verbreitung und Habitat
Die Art ist bisher nur von der Typlokalität Lubok Tandai, Provinz Bengkulu, Sumatra (Indonesien) nachgewiesen, rd. 330 m (1000 Fuß) über Meereshöhe.

## Taxonomie
Das Taxon wurde 1925 von Henry Nicholas Ridley beschrieben. Plants of the World online akzeptiert es als gültiges Taxon. Die Art ist allerdings sehr schlecht bekannt. Das im Juni 1922 von C.J. Brooks gesammelte Exemplar C.J.Brooks 7615 leg. wurde durch Turner et al. als Lectotypus festgelegt. Es befindet sich heute im Herbarium von Kew Gardens, London (K000613013).